# 1900年パリオリンピックのスウェーデン選手団
1900年パリオリンピックのスウェーデン選手団（1900ねんパリオリンピックのスウェーデンせんしゅだん）は、1900年5月14日から10月28日にかけてフランスの首都パリで開催された1900年パリオリンピックのスウェーデン選手団、およびその競技結果。

## 概要
今大会は銅メダル1個の合計1個のメダルを獲得した。

## メダル
| メダル | 選手名               | 競技 | 種目         |
| ------ | -------------------- | ---- | ------------ |
| 銅     | エルンスト・ファスト | 陸上 | 男子マラソン |